# Alaknanda
L’Alaknanda o Alakananda (in sanscrito: अळकनन्दा; in hindi: अलकनन्दा नदी) è un fiume dell'India settentrionale che scorre nello stato dell'Uttarakhand.
L'Alaknanda è una delle due sorgenti principali del Gange, il fiume sacro dell'Induismo, e dal punto di vista idrologico anche la più importante. Tuttavia nella mitologia Indù e nella cultura tradizionale, la vera sorgente del Gange è considerata il fiume Bhagirathi, anche se quest'ultimo ha una portata inferiore.

## Caratteristiche
L'Alaknanda si origina alle pendici dell'Himalaya, alla confluenza del ghiacciaio Satopanth con il ghiacciaio Bhagirath Kharak, nello stato indiano dell'Uttarakhand.
Le acque del fiume appaiono molto turbolente e torbide a causa del notevole trasporto di detriti e sedimenti. All'altezza del villaggio di Mana, a 21 km di distanza dal confine con il Tibet, riceve le acque del fiume Sarasvati. Tre chilometri più a valle, il fiume passa per il villaggio di Badrinathpuri, importante centro di pellegrinaggio per gli Indù.
Nei pressi di Dev Prayag si unisce alle acque del Bhagirathi e da quel momento il fiume risultante assume il nome di Gange.